# La Chapelle-Hareng
Pour les articles homonymes, voir La Chapelle.
La Chapelle-Hareng est une commune française située dans le département de l'Eure, en région Normandie.

## Géographie

### Localisation
La Chapelle-Hareng est une commune située dans l'Ouest du département de l'Eure et limitrophe de celui du Calvados. Selon l'atlas des paysages de Haute-Normandie, elle appartient à la région naturelle du Lieuvin. Toutefois, l'Agreste, le service de la statistique et de la prospective du ministère de l'Agriculture, de l'Agroalimentaire et de la Forêt, la classe au sein du pays d'Auge (en tant que région agricole).
| Marolles (Calvados) (sur 200 mètres environ) | Thiberville                           |             |
| Cordebugle (Calvados)                        | La Chapelle-Hareng                    | Drucourt    |
|                                              | Courtonne-les-Deux-Églises (Calvados) | Le Planquay |

### Hydrographie
La commune est située dans le bassin Seine-Normandie. Elle est drainée par la Paquine, le ruisseau de Courtonnel et le fossé 01 du Bosc Henri,,.
La Paquine, d'une longueur de 25 km, prend sa source dans la commune de Drucourt et se jette  dans la Touques à Ouilly-le-Vicomte, après avoir traversé 13 communes.

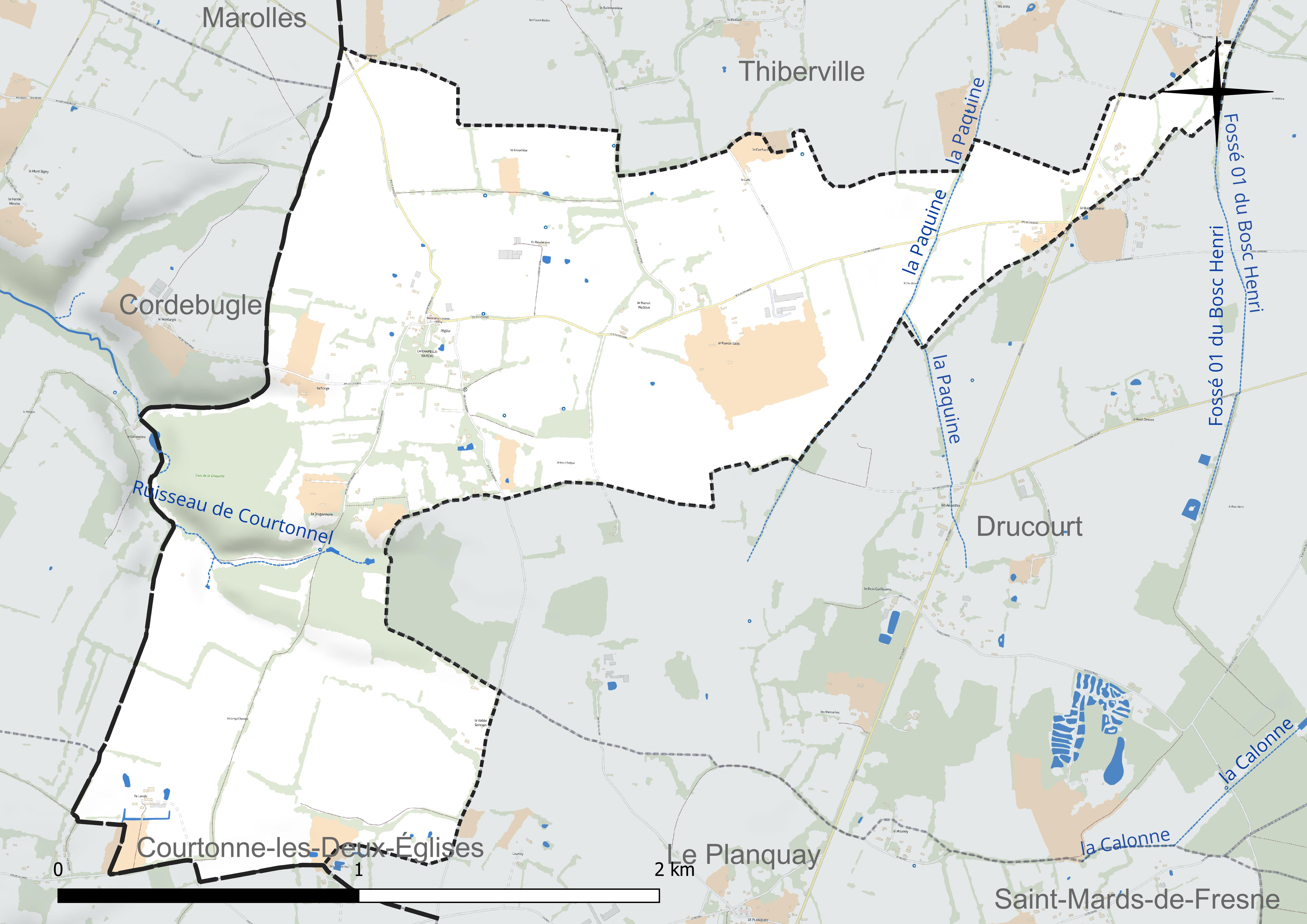
Réseau hydrographique de la Chapelle-Hareng.

### Climat
Pour des articles plus généraux, voir Climat de la Normandie et Climat de l'Eure.
En 2010, le climat de la commune est de type climat océanique dégradé des plaines du Centre et du Nord, selon une étude du CNRS s'appuyant sur une série de données couvrant la période 1971-2000. En 2020, Météo-France publie une typologie des climats de la France métropolitaine dans laquelle la commune est exposée à un climat océanique et est dans la région climatique  Côtes de la Manche orientale, caractérisée par un faible ensoleillement (1 550 h/an) ; forte humidité de l’air (plus de 20 h/jour avec humidité relative > 80 % en hiver), vents forts fréquents. Parallèlement le GIEC normand, un groupe régional d’experts sur le climat, différencie quant à lui, dans une étude de 2020, trois grands types de climats pour la région Normandie, nuancés à une échelle plus fine par les facteurs géographiques locaux. La commune est, selon ce zonage, exposée à un « climat contrasté des collines », correspondant au Pays d’Auge, Lieuvin et Roumois, moins directement soumis aux flux océaniques et connaissant toutefois des précipitations assez marquées en raison des reliefs collinaires qui favorisent leur formation.
Pour la période 1971-2000, la température annuelle moyenne est de 10,1 °C, avec  une amplitude thermique annuelle de 13,9 °C. Le cumul annuel moyen de précipitations est de 855 mm, avec 12,4 jours de précipitations en janvier et 8,5 jours en juillet. Pour la période 1991-2020, la température moyenne annuelle observée sur la station météorologique la plus proche, située sur la commune de Lisieux à 14 km à vol d'oiseau, est de 11,7 °C et le cumul annuel moyen de précipitations est de 881,4 mm,. Pour l'avenir, les paramètres climatiques de la commune estimés pour 2050 selon différents scénarios d’émission de gaz à effet de serre sont consultables sur un site dédié publié par Météo-France en novembre 2022.

## Urbanisme

### Typologie
Au 1er janvier 2024, La Chapelle-Hareng est catégorisée commune rurale à habitat très dispersé, selon la nouvelle grille communale de densité à 7 niveaux définie par l'Insee en 2022.
Elle est située hors unité urbaine et hors attraction des villes,.

### Occupation des sols
L'occupation des sols de la commune, telle qu'elle ressort de la base de données européenne d’occupation biophysique des sols Corine Land Cover (CLC), est marquée par l'importance des territoires agricoles (90,5 % en 2018), une proportion identique à celle de 1990 (90,5 %). La répartition détaillée en 2018 est la suivante : 
terres arables (53 %), prairies (37,5 %), forêts (9,5 %). L'évolution de l’occupation des sols de la commune et de ses infrastructures peut être observée sur les différentes représentations cartographiques du territoire : la carte de Cassini (XVIIIe siècle), la carte d'état-major (1820-1866) et les cartes ou photos aériennes de l'IGN pour la période actuelle (1950 à aujourd'hui).

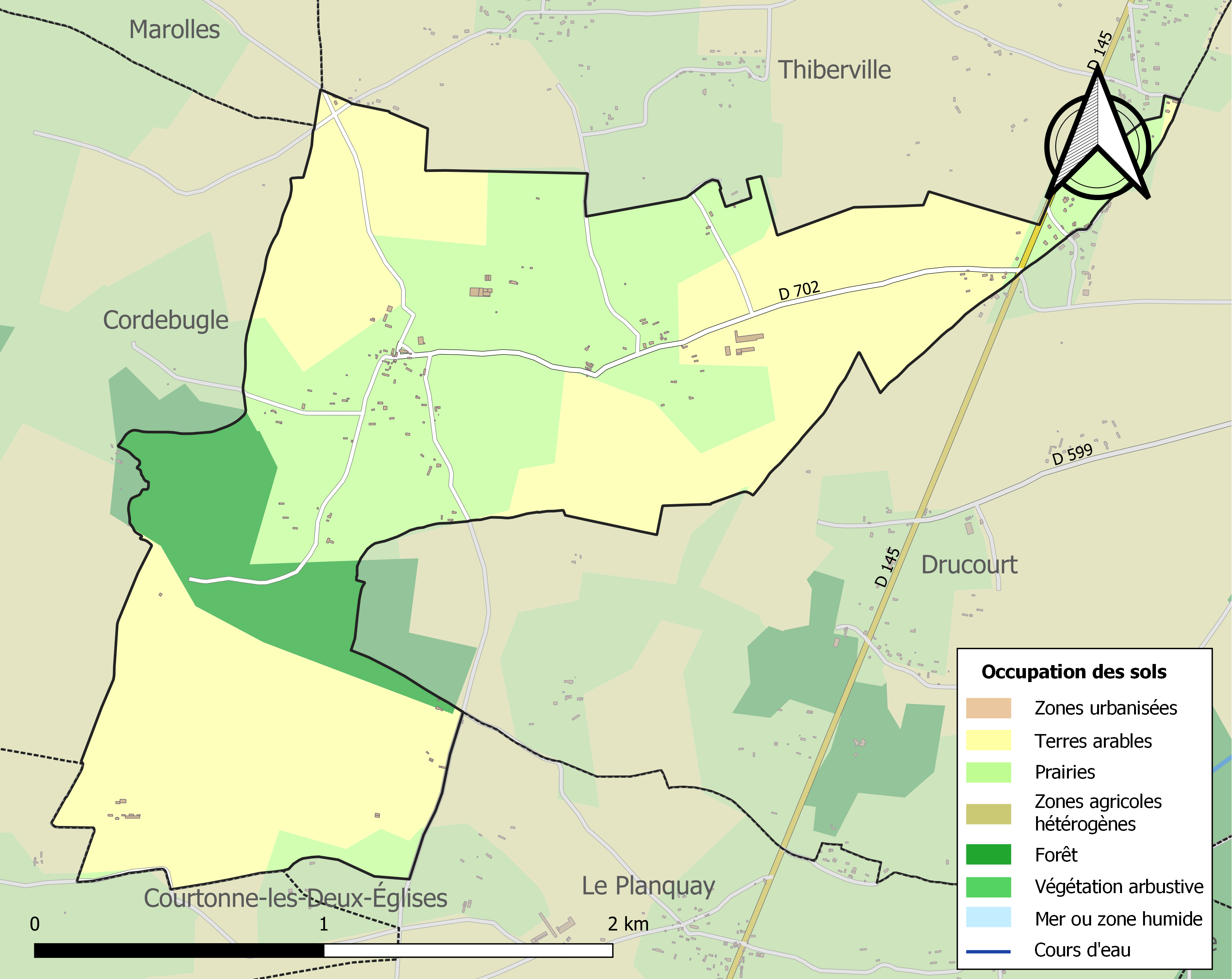
Carte des infrastructures et de l'occupation des sols de la commune en 2018 (CLC).

## Toponymie
Le nom de la localité est attesté sous la forme Capella Harenc vers 1350.
Le qualificatif le Hareng est emprunté au nom d'anciens seigneurs, les Harenc, cités dès le XIIe siècle. Le même nom de famille se retrouve dans la Beaumont-le-Hareng.

## Politique et administration
| Période                                  | Période  | Identité        | Étiquette | Qualité  |
| ---------------------------------------- | -------- | --------------- | --------- | -------- |
| mars 2001                                | 2008     | Achille Foubert | UMP       |          |
| mars 2008                                | 2014     | Marcel Jouas    |           |          |
| mars 2014                                | En cours | Caroline Jouas  | DVD       | Employée |
| Les données manquantes sont à compléter. |          |                 |           |          |

## Démographie
L'évolution du nombre d'habitants est connue à travers les recensements de la population effectués dans la commune depuis 1793. Pour les communes de moins de 10 000 habitants, une enquête de recensement portant sur toute la population est réalisée tous les cinq ans, les populations de référence des années intermédiaires étant quant à elles estimées par interpolation ou extrapolation. Pour la commune, le premier recensement exhaustif entrant dans le cadre du nouveau dispositif a été réalisé en 2008.

En 2022, la commune comptait 122 habitants, en évolution de +29,79 % par rapport à 2016 (Eure : −0,25 %, France hors Mayotte : +2,11 %).
| 1793 | 1800 | 1806 | 1821 | 1831 | 1836 | 1841 | 1846 | 1851 |
| ---- | ---- | ---- | ---- | ---- | ---- | ---- | ---- | ---- |
| 387  | 247  | 484  | 484  | 434  | 493  | 471  | 406  | 383  |

| 1856 | 1861 | 1866 | 1872 | 1876 | 1881 | 1886 | 1891 | 1896 |
| ---- | ---- | ---- | ---- | ---- | ---- | ---- | ---- | ---- |
| 350  | 348  | 339  | 308  | 300  | 233  | 225  | 192  | 165  |

| 1901 | 1906 | 1911 | 1921 | 1926 | 1931 | 1936 | 1946 | 1954 |
| ---- | ---- | ---- | ---- | ---- | ---- | ---- | ---- | ---- |
| 157  | 123  | 131  | 103  | 96   | 95   | 93   | 97   | 97   |

| 1962 | 1968 | 1975 | 1982 | 1990 | 1999 | 2006 | 2008 | 2013 |
| ---- | ---- | ---- | ---- | ---- | ---- | ---- | ---- | ---- |
| 96   | 104  | 94   | 77   | 78   | 79   | 82   | 82   | 87   |

| 2018 | 2022 | - | - | - | - | - | - | - |
| ---- | ---- | - | - | - | - | - | - | - |
| 107  | 122  | - | - | - | - | - | - | - |

## Culture locale et patrimoine

### Patrimoine naturel

#### ZNIEFF de type 1
- La Courtonne et ses affluents[27].

#### ZNIEFF de type 2
- Bassin de l'Orbiquet et de la Courtonne[28].